# Damien Savatier
 (juillet 2014).
Pour les articles homonymes, voir Savatier.
Damien Savatier, né le 28 juin 1958 à Dunkerque, est un professionnel de la mer, pilote au port du Havre, régatier de haut niveau et responsable de clubs nautiques.

## Biographie
Damien Savatier est né le 28 juin 1958 à Dunkerque, dans une famille de huit enfants. Son père était pilote au port de Dunkerque. Il est marié à Anne Costé de Bagneaux et est père de quatre enfants : Mathilde, Hubert , Violaine, et Diane.

### Carrière
Officier de marine marchande de 1978 à 1986, Damien Savatier a, pendant huit ans, navigué au long cours pour le compte des Croisières Paquet, des Chargeurs Réunis, de la S.N.C.F. et de la CGM (Extrême-Orient, Caraïbes, Afrique, Méditerranée…). D’août 1986 à février 1987,  il a été capitaine en second de Phocéa, l’ancien yacht d’Alain Colas racheté par Bernard Tapie, puis de mars 1986 à mai 1988, capitaine en second du Maxim des Mers, petit paquebot de prestige, enfin de commandant du yacht Belle France, 55 mètres, appartenant à Jackie Setton.
Enfin, depuis mai 1990, il est pilote au port du Havre.

## Palmarès
- 1980 : Vainqueur du Tour de France à la voile, avec 9 victoires d’étape[4]
- 1981 : Vainqueur du Tour de France à la voile, avec 5 victoires d’étape[5]
- 1982 : 4e de la course en solitaire du Figaro avec 1 victoire d’étape ; vainqueur du classement Bizuths[6]
- 1983 : 3e à la course en solitaire du Figaro[7]
- 1984 : 2e de la course en solitaire du Figaro avec 1 victoire d’étape[8]
- 1985 : Démâtage dans la course en solitaire du Figaro, alors qu’il était en tête[9]
- 1986 : 8e de la course en solitaire du Figaro[6]
- 1992 : 3e de la Course en solitaire du Figaro, 3e du Championnat de France de course au large en solitaire
- 1995 : Victoire d’étape dans la course en solitaire du Figaro, 5e du Championnat de France de course au large en solitaire, vainqueur au Grand prix de Saint Quay[réf. nécessaire]
- 2002 : 3e du Quadra solo de Normandie[10]
- 2003 : Vainqueur du Quadra solo de Normandie[11]
- 2004 : 4e du Quadra solo de Normandie[réf. nécessaire]
- 2005 : Vainqueur du Double de Normandie avec son fils Hubert[réf. nécessaire]
- 2006 : Vainqueur du Double de Normandie avec son fils Hubert[réf. nécessaire].

## Vie associative
De 1997 à 2002, Damien Savatier a été président de la Société des Régates du Havre (S.R.H). Son travail permit de redonner un peu d'éclat à ce club, doyen des clubs de nautisme sur le continent. Il en a notamment redressé les finances, tout en recréant une école de voile et en organisant de régates de renom. 
Président d’honneur de la S.R.H depuis 2008,  il est aussi vice-président de l’Union nationale pour la course au large.
Damien Savatier est aussi passionné par la conservation et la restauration du patrimoine, pour lequel il contribue généreusement. En décembre 2014, avec son épouse, il a reçu des mains de Fleur Pellerin, ministre de la culture, une médaille de la Fondation du Patrimoine .
En Septembre 2020, il a été élu président de la Société du Pays de Caux .

## Décorations & Récompenses
- Chevalier du Mérite Maritime[16]
- Médaille des donateurs de la culture 2014 pour la Fondation du Patrimoine[17]